# Brač
Brač (kroatiskt uttal: [ˈbɾaːtʃ]) (italienska: Brazza, tyska: Bratz) är en ö i Dalmatien i Kroatien, nära Split. Den har en befolkning på omkring 13 000 personer (13 300 invånare år 2005). Öns centralort är Supetar, men den viktigaste turistorten är Bol.

## Geografi
Ön är med sina 396 km² den största i Dalmatien och den tredje största i Adriatiska havet. Det är också den ö i Adriatiska havet som har den högsta bergstoppen (det 778 meter höga Vidova gora). 

### Lista över städer
- Bol
- Milna
- Murvica
- Postira
- Povlja
- Selca
- Splitska
- Sumartin
- Supetar
- Sutivan

## Ekonomi
Fiske, oding av fikon, oliver, mandel och vindruvor samt en ökande turism är öns viktigaste näringar. Ön besöks av många turister varje år, främst av tjecker, tyskar, italienare och på senare år även av svenskar. Brytning av marmor har förekommit sedan antiken.
Den viktigaste turistorten heter Bol, som ligger på den södra delen av ön. Strax utanför staden Bol ligger öns enda flygplats, Bračs flygplats.
Ön lider brist på dricksvatten, som under sommaren måste föras dit från fastlandet.

## Brač inom medier
Piratskattens hemlighet, som var SVT:s julkalender 2014, spelades in på Brač.